# أولاد نوال
أولاد نوال هي قرية في إقليم سيدي قاسم ضمن جهة الغرب شراردة بني حسين بالغرب المغربي. كان مجموع عدد سكان جماعة أولاد نوال 11.076 نسمة.(تعداد السكان الرسمي 2004)